# Charles Colmance
Louis-Charles Colmance généralement connu plus simplement comme Charles Colmance (Paris, 6 floréal an XIII, 26 avril 1805 – Paris 18e, 12 septembre 1870), est un chansonnier et goguettier français, parisien et montmartrois.
C'est une célébrité des goguettes. Il participe à leurs activités, notamment comme membre d'une des plus fameuses d'entre elles : la Lice chansonnière.
En 1846, il est membre du groupe de 39 chansonniers de goguettes qui rédigent collectivement les Cent et une petites misères, Œuvre sociale, rédigée par les meilleurs chansonniers de l'époque, Sous la Direction de MM. Charles Gille, Adolphe Letac et Eugène Berthier, Fondateurs. Une très longue chanson comique à chanter sur l'air de Calpigi ou On dit que je suis sans malice. Elle est composée de 101 couplets signés et finissant tous, avec de légères variations, par : « Ça d'vait bien l'gêner su' l'moment ». Charles Colmance signe les couplets 23, 58, 76, 89 et 100.
Son œuvre considérable, jadis célèbre, est aujourd'hui largement oubliée par le grand public.

## Biographie
Louis-Charles Colmance est né rue des Ménétriers, le 6 floréal an XIII (26 avril 1805), à Paris.
Dans sa chanson intitulée Biographie, il nous fait ainsi part de sa naissance :
Air : Nos aïeux connaissaient à peine.

Quand mes yeux virent la lumière, 

Par un pâle soleil d'avril, 

Un petit lutin débonnaire 

Me récréait de son babil.

D'une voix forte et glapissante, 

Je criais à guérir les sourds, 

Et le sylphe me disait « Chante, 

Bon courage ! et chante toujours. »

 

Plus tard, pour m'assouplir le crâne, 

En classe on m'offrit quelques mois 

De la science en bonnet d'âne, 

De la morale sur les doigts ; 

Avec moi la secte savante 

Perdait son temps et ses discours, 

Et le sylphe me disait « Chante, 

Bon courage ! et chante toujours. »

 

À l'époque où le cœur s'engage, 

Entre nous, j'étais assez laid, 

Et la fille la moins sauvage 

Semblait m'écouter à regret ;

J'ignorais la langue brulante 

Qui sert d'interprète aux amours.

Et le sylphe me disait « Chante, 

Bon courage ! et chante toujours. »

 

Un beau jour, la gloire étonnée 

Me trouva dans un régiment, 

Où je sus, en moins d'une année, 

Tuer un homme proprement : 

Chétif, et la jambe traînante, 

Je marchais au bruit des tambours.

Et le sylphe me disait « Chante, 

Bon courage ! et chante toujours! »

Depuis, en poussant mon alêne, 

Je me disais « Suis-je certain 

» D'avoir gagné, dans ma semaine, 

» Assez pour acheter du pain ? » 

Si l'heure du travail est lente, 

Les temps de repos sont bien courts.

Et le sylphe me disait « Chante, 

Bon courage ! et chante toujours. »

D'une réunion bachique, 

Je devins l'ardent sectateur, 

Et d'un bien-être fantastique 

Je goûtai le charme trompeur.

Là, dans une ivresse bruyante, 

J'oubliai bien des mauvais jours.

Et le sylphe me disait « Chante, 

Bon courage ! et chante toujours. »

Pourtant, sans haine et sans révolte, 

Je quitterai ces lieux charmants, 

Où j'ai fait une ample récolte 

De soucis et de cheveux blancs.

Demain, j'irai planter ma tente 

Dans le moins connu des séjours.

Et le sylphe me dira « Chante, 

Bon courage ! et chante toujours.
En effet, le sylphe, en lui disant « Chante, » lui marquait sa véritable voie, car ce fut un bon chansonnier.
En 1854, nous le trouvons à la tête d'un petit fonds de restaurateur, rue des Fontaines-du-Temple ; mais, comme il était né pour chanter et non pour restaurer les estomacs creux, ses affaires ne prospérèrent pas.
« Dix ans plus tard, comme le raconte dans une petite notice Jules Jeannin, un de ses amis, comme lui chansonnier, il se fit marchand de livres au coin du Faubourg-Poissonnière et du boulevard de la Chapelle, dans l'une de ces infimes baraques construites on bordure de l'ancien chemin de ronde. De là, il vint en haut du boulevard Magenta puis, en octobre 1869, ayant obtenu un brevet de libraire, il alla s'établir rue Tholosé, à Montmartre. »
Ce joyeux chansonnier était observateur et spirituel. Il savait montrer le côté comique des mœurs de l'ouvrier godailleur et bon enfant; il savait saisir les ridicules des gens, et, sans les fâcher, mettait les rieurs avec lui. Du reste, il était d'un naturel bon ; il aimait à rire, et ses persiflages sans méchanceté dénotaient la souplesse et la finesse de son esprit.
Son œuvre de chansons est considérable.
Ses débuts datent de 1838. Son répertoire eut pour interprètes Darcier, Pacra, Renard (de l'Opéra), Berthelier, Perrin (de l'Eldorado), Arnaud (de l'Alcazar) et la diva Hortense Schneider.
Quoique poète, il était aussi musicien, et quelques-unes de ses propres productions furent mises par lui en musique.
Pendant vingt ans, il obtint le suffrage des goguettiers. La goguette était le théâtre de ses exploits. Il était là comme un capitaine de vaisseau sur son navire, et Dieu sait s'il avait le pied marin ! On le choyait, on l'aimait, on l'applaudissait.
Voici les noms des principales goguettes où il était passé demi-Dieu : les Templiers, rue Saint-Martin ; les Infernaux, rue de la Grande-Truanderie ; le Sacrifice d'Abraham, en face du Palais de Justice ; la Pipe, rue Frépillon ; les Épicuriens, rue de Vendôme[Laquelle ?] ; les Insectes, boulevard de la Chopinette ; le Lièvre et le Lapin, à Belleville ; les Enfants du Temple et le Banquet du Jeudi ou les Lapiniers.
Cette dernière se tenait dans une salle longue et basse qui, comme disait Charles Gille, avait plutôt l'air d'un terrier que d'un temple aussi est-ce pour cela qu'ironiquement, il en appelait les membres Lapiniers.
Colmance avait une voix traînante et trouée, et, malgré cela, il se faisait fort applaudir quand il chantait.
Ce fut dans cette goguette des Lapiniers que, vers 1842, il chanta le Cochon d'Enfant, la Gueule à quinze ans, une Noce à Montreuil, etc., etc. Le titre de la chanson une Noce a Montreuil, qui vient de nous venir sous la plume, nous rappelle que M. Denis Poulot, dans son remarquable ouvrage Le Sublime, ou le Travailleur comme il est et ce qu'il peut être, déplore le succès de Colmance auprès des ouvriers.
Nous allons lui donner la parole. Comme nous reconnaissons que Denis Poulot est plus compétent que nous, en ce qui touche l'ouvrier, nous respecterons son jugement.
« Un chansonnier, dit-il, est chanté de préférence par les travailleurs ; c'est l'auteur des Petits Agneaux, ce salmigondis de bastringue, de tapage. Il a écrit le chant des sublimes par excellence, sous le modeste titre d'une Noce à Montreuil.
Nous vous donnons ce chant national des Sublimes :
Air : Mire dans mes yeux tes yeux.

Enfants, dis-je à deux confrères, 

Nous avons bon pied, bon œil;

Au lieu d'flaner aux barrières, 

Si nous allions à Montreuil ? 

Allons, viv'ment qu'on s'embarque.

J' possède un' couple d'écus.

Tapez, tapez-moi là-d'ssus, 

Ça sonne le monarque.

Tapez, tapez-moi là-d'ssus, 

Et n'en parlons plus.

À Charonne c'est l'moins qu'on entre 

Boire un p'tit coup chez Savart ;

Mais l'un d'nous s'sent mal au ventre 

En avalant son nectar.

Dit en r' versant un coup d'ssus

Tapez, tapez-moi là-d'ssus, 

C'est bon, mais ça purge.

Tapez, tapez-moi là-d'ssus,

Et n'en parlons plus.

Nous y v'là. Bonjour, la mère; 

Fricassez-nous un lapin.

Bah fait'-en sauter un' paire, 

Histoir' de goûter vot' vin.

Nous somm's en fonds, comm' dit c't' autre, 

Les trois n's'ront pas superflus.

Tapez, tapez-moi là-d'ssus, 

Ça s'ra chacun l'nôtre.

Tapez, tapez-moi là-d'ssus, 

Et n'en parlons plus.

 

Tu cri's à casser les vitres 

Voyons, de quoi te plains-tu? 

A trois, nous n'avons qu'douz' litres ; 

Vrai, nous aurons l'prix d'vertu.

Moi, je n'quitt' pas la guinguette, 

Qu'mes goussets n'soient décousus.

 

Tapez, tapez-moi là-d'ssus, 

Qu'on mont' la feuillette.

Tapez, tapez-moi là-d'ssus, 

Et n'en parlons plus.

Allons, qui prend la parole ? 

L'un ou l'autr', ça m'est égal 

Mais n'chantez pas d'gaudriole, 

J'trouv'ça trop sentimental.

Chantez, le vin nous excuse, 

D' Martin les r'frains les plus crus.

Tapez, tapez-moi là-d'ssus, 

N'y a qu'ça qui m'amuse.

Tapez, tapez-moi là-d'ssus, 

Et n'en parlons plus.

Deux époux d'la ru' Saintonge 

Sont avec nous dans la cour; 

L' mari boit comme une éponge, 

Et la femm' cri' comme un sourd.

Avec quelle rag' ell' contemple 

Les pichets qu'son homme a bus !

 

Tapez, tapez-moi là-d'ssus, 

Faut faire un exemple.

Tapez, tapez-moi là-d'ssus, 

Et n'en parlons plus.

J'suis amoureux quand je chante 

Et qu'j'ai pompé mon p'tit coup ; 

Aussi, j'vois bien qu'la servante 

N'est pas déchiré' du tout.

Ses p'tits yeux gris semblent dire 

De certains appâts charnus :

Tapez, tapez-moi là-dessus, 

Ça m'fait toujours rire.

Tapez, tapez-moi là-d'ssus, 

Et n'en parlons plus.

C'est fini; faut s'mettre en route.

Allons, somm's-nous disposés ? 

Quand nous aurons bu la goutte, 

Tous nos gros sous s'ront usés.

Quand vous s'rez dans vot' domaine 

Sur vos divans étendus :

Tapez, tapez-moi là-d'ssus, 

En v'là pour la s'maine.

Tapez, tapez-moi là-d'ssus, 

Et n'en parlons plus.
Mais, le lundi, ils auront mal aux cheveux, et la fameuse Loupe, sur l'air de la Fille à Dominique, que vous leur chantez, monsieur Charles Colmance, les prendra ; elle leur fera rompre l'attache de leur tablier, et c'est en chantant vos refrains qu'ils iront s'abrutir.
Vous êtes entraînant et moralisateur; on est heureux d'examiner votre poésie.
Votre chanson Un nez culotté, pour finir :
Un nez culotté, 

Piquante parure, 

Gracieuseté 

De dame Nature; 

Heureux l'effronté 

Doté 

D'un nez culotté.

Honneur au jus qui nous vient de la treille 

Lait bienfaisant,

Qu'on tette encore enfant ;

L'adolescent au fond d'une bouteille, 

Puise à pleins bords,

De la force et du corps ;

En réalité,

L'ami de la liqueur vermeille, 

S'il en a goûté,

Possédera vers son été :

Un nez culotté, etc.

Or, savez-vous pourquoi cet homme est blême? 

Pourquoi ses yeux 

Sont toujours soucieux ?

Pourquoi sa vie est un vaste carême ? 

Pourquoi son cœur

Est triste et sans vigueur ?

C'est que l'entêté

Suivant un absurde système, 

A mis de côté

L'or ou l'argent qu'aurait coûté :

Un nez culotté, etc.

Quand Félicité était ma souveraine 

Précieux jours

De bombance et d'amour ;

Elle parait, à chaque coupe pleine, 

Ses traits chéris

D'un brillant coloris.

Mais en vérité,

Depuis qu'elle a sa quarantaine, 

Chez Félicité,

Ce qui remplace la beauté :

Un nez culotté, etc.

Reposez-vous et sablez les liquides,

Nobles débris,

Par vingt combats meurtris ;

En arrosant vos gosiers intrépides,

Vous stimulez

Vos membres mutilés.

La postérité 

Redira, braves invalides,

Au monde attristé,

Que, du moins il vous est resté :

Un nez culotté, etc.

Voyez le nez que porte notre maire, 

Le nez pourpré 

De notre bon curé, 

Le nez ponceau de notre gros notaire, 

Le nez violet 

De notre sous-préfet, 

Culte, autorité, 

Défenseurs du droit populaire, 

Tous ont récolté, 

Grâce à l'ordre et la liberté,

Un nez culotté, etc.

Tous les trésors de la Californie, 

Perdent leur prix 

Devant un tel rubis ; 

Le gros lingot qu'on mit en loterie 

N'est, près du mien, 

Qu'un souffle, un zeste, un rien.

Ma divinité, 

Mon lingot, mon trésor, ma vie, 

Mon bien, ma santé, 

C'est d'avoir en propriété :

Un nez culotté, 

Piquante parure, 

Gracieuseté

De dame nature ;

Heureux l'effronté

Doté,

D'un nez culotté.
Vous ne savez pas que de larmes, de honte, de misère, coûte un nez culotté, à quelle extrémité le travailleur est arrivé, dans quelle dégradation infâme ce manque d'or et d'argent a précipité des individus ?
C'est une spécialité chez vous, vous chantez tous les vins, le piqueton, la gaudriole, la loupe, le p'tit bleu, j' t'enlève le ballon, la mère Chopine, mon premier poche-œil, etc., etc. Nous avons parcouru votre recueil et nous n'avons pas hésité à écrire en tête le titre mérité de : Chansonnier des sublimes. »
Ceci était écrit à la fin du second empire. Le Sublime, tel que l'entend M. Denis Poulot, est donc l'ouvrier amateur, qui s'élève au-dessus des obligations vulgaires du travail et de la famille. En un mot, c'est le mauvais ouvrier et dont la vie misérable se traduit par trois mots Paresse, Ivresse, Détresse.
Cependant, il ne faudrait pas juger complètement Charles Colmance par ce qu'en vient de dire M. Denis Poulot. Le chansonnier a fait aussi d'autres chansons qui ne sentent pas le cabaret. Nous citerons par exemple :
LA COUPE DES DIEUX

Air : J'ai vu le Parnasse des Dames.

Que cherches-tu, pauvre antiquaire, 

Le cou tendu, le dos baissé ? 

Viens-tu demander à la terre, 

Des débris d'un culte passé ? 

Des divinités de la Grèce, 

Je possède un don précieux.

J'ai retrouvé chez ma maîtresse, 

La coupe où s'enivraient les Dieux.

 

Source d'allégresse éternelle, 

Cette coupe charme nos jours ; 

Vénus a donné le modèle 

De ses voluptueux contours.

Elle orna ses bords pleins de charmes, 

De mille agréments précieux 

Et l'amour creusa de ses armes, 

La coupe où s'enivraient les Dieux.

À chacun elle fait envie,

C'est le berceau du genre humain, 

On puise aux sources de la vie 

En goûtant son nectar divin.

Admirant sa forme charmante, 

Le vieillard devient radieux, 

Et touche d'une main tremblante 

La coupe où s'enivraient les Dieux.

 

Sous des voiles peu diaphanes, 

Ce trésor de tous recherché, 

Chaque mois, aux regards profanes, 

Trois jours au moins reste caché.

Par la plus grande des merveilles, 

Des nuits, l'astre mystérieux 

Couvre de fleurs toujours vermeilles, 

La coupe où s'enivraient les Dieux.

 

Ah ! pour partager leur extase, 

Lise, laisse-moi seulement, 

Soulever un coin de la gaze 

Qui cache ce bijou charmant.

Je deviens exigeant sans doute, 

Mais l'amour rend audacieux 

Je voudrais tarir goutte à goutte, 

La coupe où s'enivraient les Dieux.
Cette charmante chanson montre combien le talent de son auteur est souple et multiple; elle prouve aussi qu'il ne s'est pas toujours laissé inspirer par la muse godailleuse et avinée.
Charles Colmance était devenu membre titulaire de la Lice chansonnière en l'année 1844. Il y a laissé d'excellents souvenirs.
Les chansonniers qui alors contrebalançaient son immense popularité, étaient Gustave Leroy et Charles Gille. Ils formaient un triumvirat qui avait toutes les sympathies de la population ouvrière. Leurs noms étaient connus et appréciés à leur juste valeur dans tous les ateliers des faubourgs et de la banlieue.
Colmance aimait la vie ouvrière avec ses vertus et ses défauts, ses excentricités et ses débauches. Il aimait à fréquenter l'établissement de ce cher ami Savart, vigneron de la rue Conrad à Charonne. Ah ! qu'il était heureux en ce temps-là, où il avait la gaieté et la santé, de pouvoir aller avec quelques camarades se balader aux environs de Paris ! à Bagnolet, à Saint-Ouen ou à Argenteuil, manger une gibelotte de lapin ! Dans ces agapes fraternelles, on était quelquefois à court d'argent, mais jamais d'esprit. L'esprit servait d'assaisonnement aux plats et donnait un fumet particulier et de bon aloi au petit bleu ou à la piquette aigrelette du cru. On trinquait, on riait, et l'on revenait à Paris le soir, casquette... c'était le bonheur.
En 1869, lorsque Colmance se retira à Montmartre, avec son brevet de libraire, il était déjà atteint de la maladie interne qui devait l'emporter. La joyeuseté de son caractère avait disparu et, peu à peu, il devint triste et se retira de ses amis. La souffrance et l'isolement le tuèrent. Il mourut 
le 12 septembre 1870.

## Source
- Henri Avenel Chansons et chansonniers C. Marpon et E. Flammarion éditeurs, Paris 1890, pages 194 à 207.